# Wawona Road
La Wawona Road est une route américaine dans le comté de Mariposa, en Californie. Section la plus septentrionale de la California State Route 41, cette route de montagne de la Sierra Nevada est protégée au sein du parc national de Yosemite. Elle permet de sortir de la vallée de Yosemite en direction du sud et dessert en passant Chinquapin et Wawona.